# Kid Cassidy & Reno Jone
Kid Cassidy & Reno Jones, conhecidos também como The Gunhawks, é uma dupla de personagens fictícios estadunidenses, dos quadrinhos do gênero western da Marvel Comics. Foram apresentados na revista Gunhawks #1 (1972).
Cassidy era o filho de uma família proprietária de uma plantação no sul dos Estados Unidos da América durante a Guerra Civil. Jones era um afro-americano empregado da família, amigo de Cassidy. Eles lutaram no exército Confederado, com Jones lutando contra a União porque os soldados nortistas raptaram sua amada Rachel. Depois da guerra, eles se tornaram pistoleiros e continuaram procurando Rachel. Mais tarde, Cassidy foi assassinado e Jones foi acusado do crime. Em In the Destiny War (1999), Gavião Arqueiro revela que Cassidy foi morto por volta de 1873. Reno Jones se tornou o titular da revista, dando sequência as aventuras com personagens negros da Marvel, como Luke Cage. Essa nova série da revista durou apenas 7 (sete) números.

## Outras Versões
John Ostrander e Leonardo Manco publicaram em 2000 a minissérie Blaze of Glory, com o retorno dos Gunhawks, mas introduzindo grandes modificações. As histórias originais foram colocadas como versões fictícias da dupla vedadeira. Na realidade, Jones era escravo da família Cassidy e sua amizade com Kid durou somente na infância. Jones atirou em Cassidy para se defender. Reno Jones se fixou em Wonderment, Montana, uma cidade de escravos foragidos; ali ele se casou com Mary e teve um filho, Cass. Ele enfrenta o Tarântula (vilão do original Ghost Rider, que aparece com o nome de Clay Rilley) e a Ku Klux Klan. Jones usou uma roupa do Cavaleiro Fantasma.